# Anna Yakovleva
Pas d'image ? Cliquez ici

b Matchs officiels uniquement.
Anna Yakovleva, née le 10 novembre 1983, est une joueuse internationale kazakhe de rugby à XV et de rugby à sept, de 1,76 m pour 75 kg, occupant le poste de troisième ligne centre.

## Biographie
Anna Yakovleva est internationale Kazakhe de rugby à sept et à XV, avant de devenir entraîneuse de la sélection féminine à sept en 2020.

## Palmarès
- Participation aux Coupes du monde en 2002, 2006, 2010 et 2014.